# 丹尼尔·克莱姆
丹尼尔·克莱姆（英語：Daniel Klem Jr.）是美国鸟类学家，因其对玻璃窗导致鸟类死亡的开创性研究而闻名。他是穆伦堡学院（Muhlenberg College）的萨基斯·阿科皮安（Sarkis Acopian）鸟类学与保护生物学教授。自1979年以来，他一直在该校任教。 
克莱姆在威尔克斯大学获得理学学士学位，在霍夫斯特拉大学获得理学硕士学位。越南战争期间，他曾在美国军队服役，并被授予銅星勳章。随后，他在南伊利诺伊大学获得博士学位。
他在1990年发表的论文“Bird injuries, cause of death, and recuperation from collisions with windows”和“Collisions between birds and windows: mortality and prevention”中计算出，仅在美国，每年就有1亿至10亿只鸟因撞上窗户而丧生。
他的研究成果对建筑物的设计产生了影响，尤其是尼亞加拉瀑布州立公園的观景塔，他是该观景塔的设计顾问。他拥有多项与窗户设计有关的美国专利。他还撰写了关于亞美尼亞鸟类的文章。
他获得了威尔克斯大学的荣誉博士学位，同时还是该校的理事。

## 书目
- Adamian, Martin S.; Klem, Daniel. . American University of Armenia Corporation. 1997. ISBN 978-0965742924.
- Adamian, Martin S.; Klem, Daniel. . American University of Armenia Corporation. 1999. ISBN 978-0965742931.